# Tigre
|  | Per a altres significats, vegeu «Tigre (desambiguació)». |

El tigre (Panthera tigris) és una espècie de mamífer carnívor de la família dels fèlids i el representant vivent més gros d'aquest grup. El seu pelatge característic es compon de pèl rogenc (excepte la part interna de les potes i les parts inferiors i frontals del cos, que són blanques) travessat per ratlles verticals negres. Es tracta d'un depredador alfa que s'alimenta principalment de cérvols, senglars i altres ungulats. És un animal territorial i, en general, un depredador solitari però social que requereix un hàbitat extens i contigu que satisfaci les seves necessitats d'aliment i li permeti criar en bones condicions. Després de passar uns dos anys amb la mare, les cries abandonen el territori matern per establir-ne un de propi.
Antigament, els tigres tenien una distribució extensa que anava des de l'est d'Anatòlia fins a la conca del riu Amur i des dels contraforts de l'Himàlaia fins a Bali (Illes de la Sonda). Des del principi del segle xx, els tigres han desaparegut d'un 93% o més d'aquest territori i ja no es troben a l'oest i el centre d'Àsia, les illes de Java i Bali, gran part del sud-est i el sud d'Àsia i la Xina. La seva distribució actual és discontínua i s'estén des dels boscos temperats de Sibèria fins als boscos subtropicals i tropicals del subcontinent indi i Sumatra.
El tigre apareix a la Llista Vermella de la UICN com a espècie amenaçada. Es calcula que el 2015 en quedaven entre 3.062 i 3.948 individus madurs i que la majoria de les poblacions vivien en zones aïllades de petites dimensions. Avui en dia, la major població de tigres es troba a l'Índia. Les causes principals del seu declivi són la destrucció i fragmentació del seu hàbitat i la caça furtiva. El conflicte entre els éssers humans i els animals salvatges també és un factor important, especialment en països amb una alta densitat de població humana.
Els tigres són uns dels animals més populars i identificables de la megafauna carismàtica. Han tingut un paper destacat en la mitologia i el folklore ancestrals de les cultures de la seva distribució històrica i encara avui en dia apareixen en pel·lícules, obres literàries i un bon nombre de banderes i escuts d'armes, a més de ser les mascotes d'equips esportius. El tigre és l'animal nacional de l'Índia, Bangladesh, Malàisia i Corea del Sud.

## Hàbitat
Els tigres viuen en boscos i prats de l'est i el sud-oest d'Àsia. Abans, era un dels animals més comuns del continent asiàtic, però el segle xx fou el pitjor enemic de l'espècie; va extingir-los per complet a una zona que s'estenia del Caucas fins a un tros de la Xina i els reduí críticament a la costa Pacífica, deixant-ne només a zones comptades i reduïdes de l'Índia, Corea del Nord, Corea del Sud, Laos, Sumatra, Bangladesh, Malàisia, Bhutan, el Vietnam, Rússia i el Nepal.

## Subespècies

### Tigre de Bengala
El tigre de Bengala o reial tigre de Bengala (Panthera tigris tigris), que habita parts de l'Índia, Bangladesh, el Nepal, Bhutan i Myanmar. Viu en diversos hàbitats: prats, boscos tropicals i subtropicals, matollars, boscs caducifolis humits o secs i manglars. Els mascles solen pesar de 205 a 227 kg i les femelles uns 141 kg. Tanmateix, els tigres de Bengala nepalesos i nord-indis solen ser una mica més voluminosos que els altres, amb els mascles ascendint a una mitjana de 235 kg. Mentre els ecologistes ja consideraven una població inferior a 2000, l'auditoria més recent per l'Autoritat Nacional de Conservació del Tigre del Govern Indi ha calculat el nombre a només 1411 tigres salvatges (1165-1657 tenint en compte l'error estadístic), equivalent a un 60% en la dècada passada. Des de 1972, hi ha un projecte massiu per la conservació salvatge d'aquesta subespècie, conegut com a Project Tiger, encara que almenys una reserva de tigres (la reserva de tigres de Sariska) l'ha perduda per complet.

### Tigre indoxinès

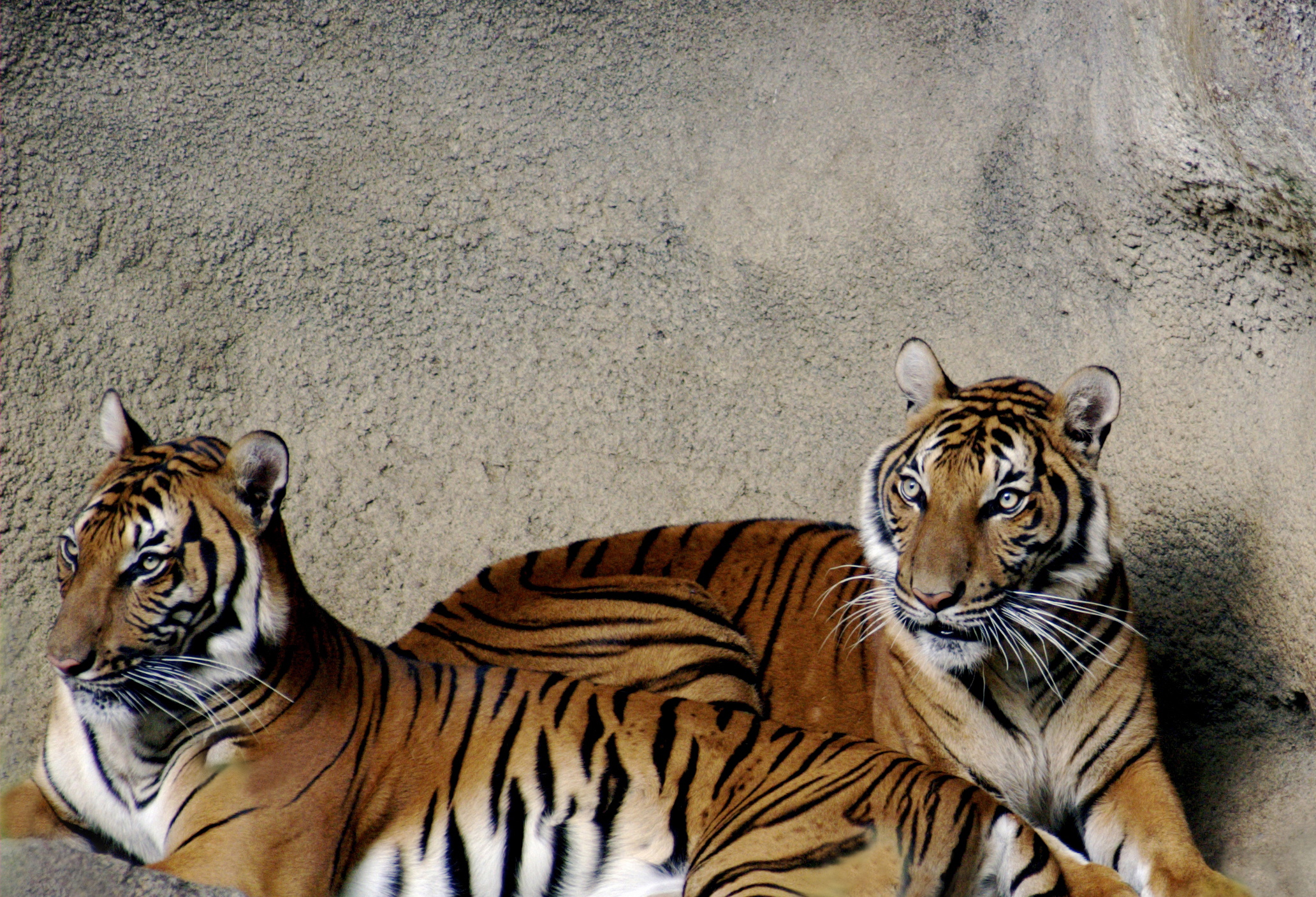
Tigre indoxinès

El tigre indoxinès (Panthera tigris corbetti), també conegut com a tigre de Corbett, habita Cambodja, Xina, Laos, Myanmar, Tailàndia i el Vietnam. Aquests tigres són més petits i més foscos que els tigres de Bengala: els mascles pesen de 150 a 190 kg i les femelles de 110 a 140 kg. El seu hàbitat preferit són els boscs situats sobre muntanyes o terrenys muntanyosos. Una estimació de la població del tigre indoxinès varia entre 1200 i 1800, només amb comptats centenars d'aquests que encara visquin a la naturalesa. Totes les poblacions existents tenen un risc extrem de ser caçats il·legalment, morir de fam per culpa de la caça il·legal exercida sobre les seves preses, que el seu hàbitat sigui fragmentat i de consanguinitat. A Vietnam, tres de cada quatre tigres assassinats serveixen per a proveir d'estoc les farmàcies xineses.

### Tigre malai

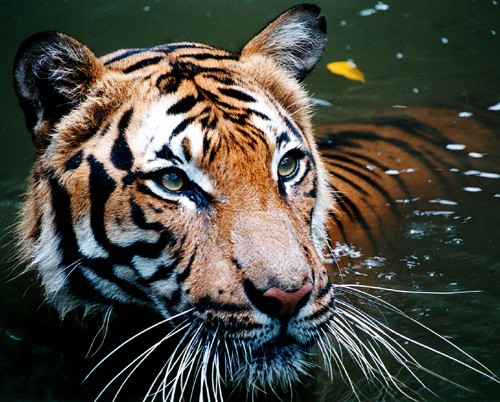
Tigre malai

El tigre malai (Panthera tigris jacksoni) es troba exclusivament al sud de la península de Malaca, no considerat una subespècie del tigre fins a l'any 2004. La nova classificació està estudiada per Luo et al. Recentment s'han comptat de 600 a 800 tigres malais salvatges, fent-los la tercera població més extensa per darrere del tigre de Bengala i l'indoxinès. El tigre malai és la segona subespècie vivent de tigre més petita, amb els mascles d'uns 120 kg i les femelles d'uns 100 kg de pes. És la icona nacional de Malàisia, apareixent al seu escut i a altres logotips.

### Tigre de Sumatra

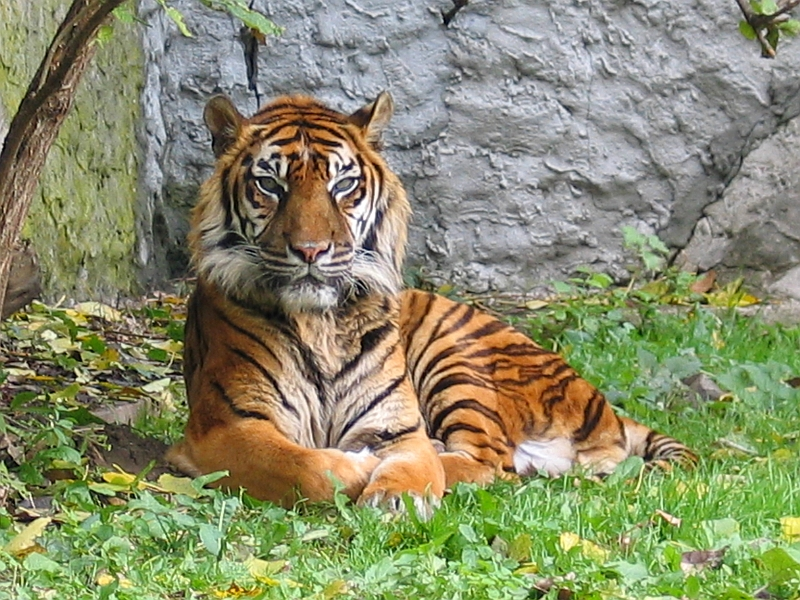
Tigre de Sumatra

El tigre de Sumatra (Panthera tigris sumatrae) només habita l'illa indonèsia de Sumatra i està en perill crític. És la subespècie de tigre vivent més petita de totes, amb els mascles adults pesant entre 100 i 140 kg i les femelles entre 75 i 110 kg. Les seves dimensions reduïdes és una adaptació als boscos espessos i densos característics de l'illa de Sumatra, allà on resideixen. La població salvatge està entre 400 i 500 caps, aquests principalment vistos pels parcs nacionals de la zona. Tests genètics recents han revelat la presència de marcadors genètics únics, indicant que es desenvoluparan com una espècie distinta, en cas que no s'extingeixin. Això ha conduït a suggeriments que els tigres de Sumatra haurien de tenir més prioritat per a la conservació que algunes altres subespècies. Encara que la destrucció d'hàbitat és l'amenaça principal a població de tigres existent (continua registrant-ne fins i tot als parcs nacionals suposadament protegits), 66 tigres s'enregistraren com a disparats i matats entre els anys 1998 i 2000; gairebé 20% de la població total.

### Tigre siberià

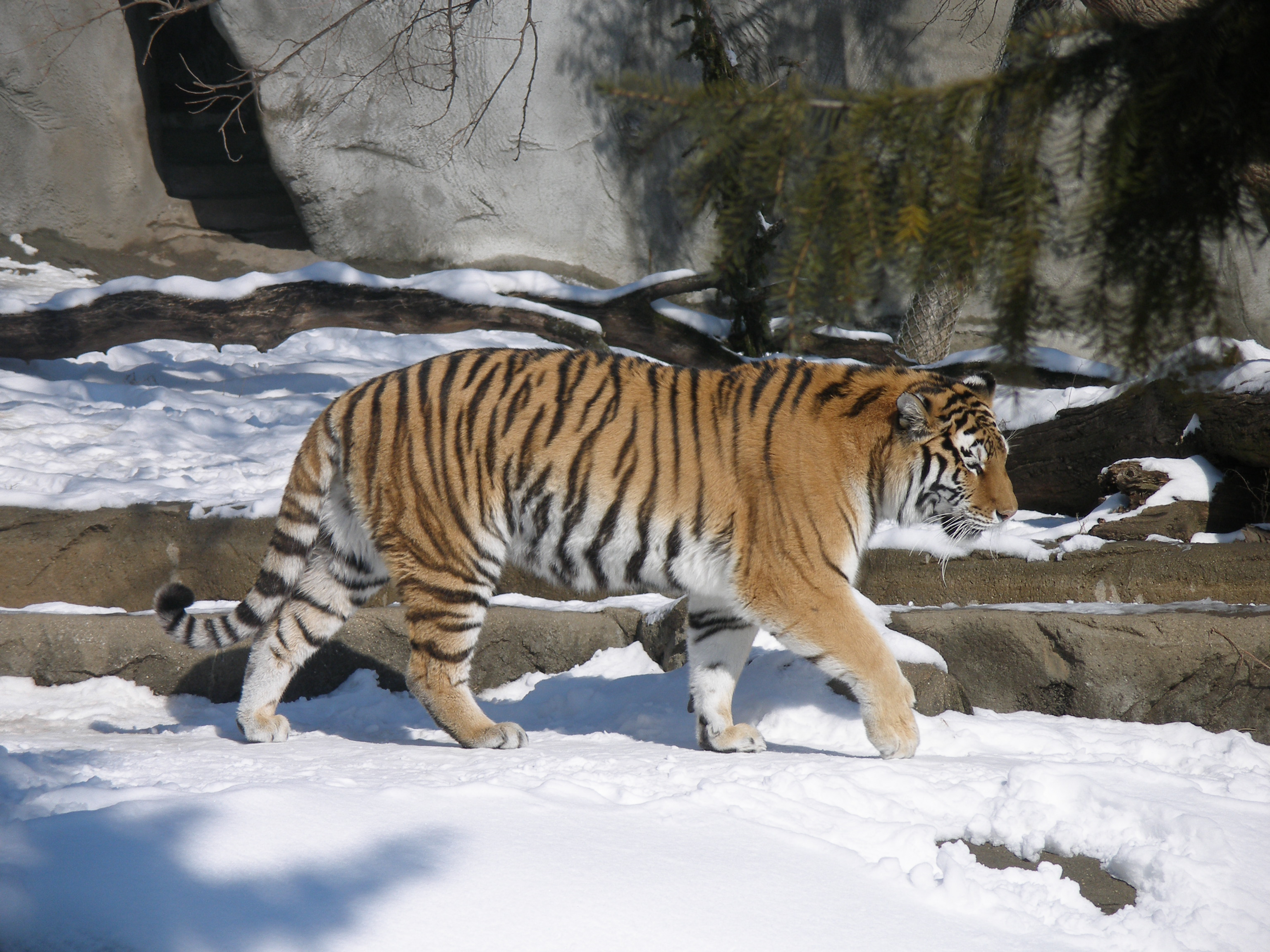
Tigre siberià

El tigre siberià (Panthera tigris altaica), també conegut com a tigre d'Amur, de Manxúria, altaic, de Corea o del Nord de la Xina, que habita els extrems orientals de Sibèria, allà on està actualment protegit. Considerat la subespècie major, amb una llargada del cap i del cos des de 190 a 230 cm (la cua fa 60-110 cm de llargària) i un pes d'uns 227 quilograms en els mascles, el tigre siberià també destaca per la seva capa gruixuda, distingida per un matís daurat més pàl·lid i menys ratlles negres. El tigre siberià més pesant del món arribava als 384 kg, però segons Vratislav Mazák aquests gegants no es confirmen mitjançant referències fiables. De tota manera, un tigre siberià de sis mesos pot ésser més gran que un lleopard que ja ha acabat de créixer.

### Tigre del sud de la Xina

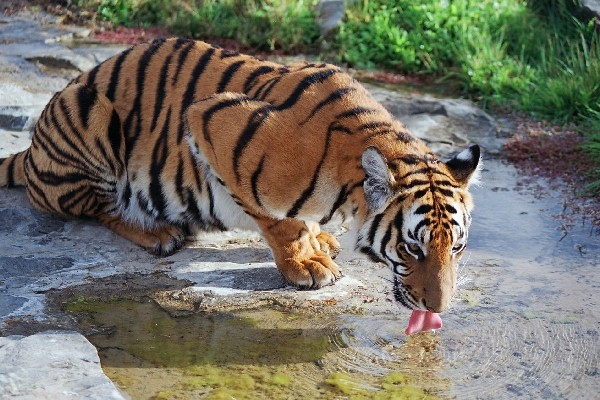
Tigre del sud de la Xina

El tigre del sud de la Xina (Panthera tigris amoyensis), també conegut com el tigre d'Amoy o de Xiamen, és la subespècie més amenaçada de tigre i s'ha allistat com un dels 10 animals més críticament amenaçats del món. Gairebé segur que s'extingirà completament en estat salvatge. Un dels tigres més petits, la mida d'aquesta subespècie va de 2,2 metres a 2,6 per la majoria de mascles i femelles. Els mascles pesen entre 127 i 177 quilos i les femelles entre 100 i 100. Des del 1983 al 2007, aquesta subespècie molt rarament es deixava veure. El 2007, un pagès distingí un nou tigre i en lliurà fotografies a les autoritats com a prova de la seva existència. Les fotografies en qüestió, tanmateix, foren més tard exposades com a falses, copiades d'un calendari xinès i retocades i aquest tema ja es veié convertit en un escàndol massiu. El 1977, el govern xinès va aprovar una llei que prohibia matar tigres salvatges, però això pot haver arribat massa tard per salvar la subespècie. Hi ha actualment 59 tigres del sud de la Xina captius coneguts, completament dins de la Xina, però se sap que aquests es reduiran a només sis animals.
Subespècies extintes
- Panthera tigris balica
- Panthera tigris virgata
- Panthera tigris sondaica
- Panthera tigris trinilensis

## Territori

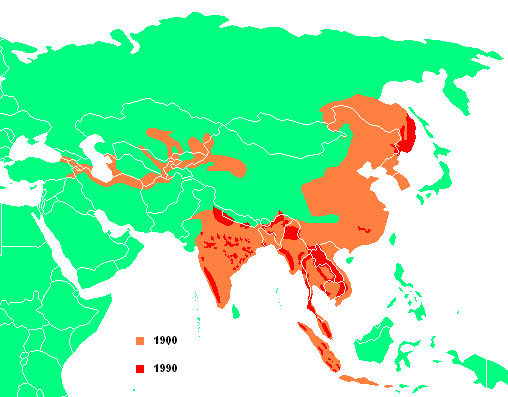
Distribució geogràfica del Tigre a finals del

Els tigres adults solen ser molt territorials. Les tigresses poden tenir un territori de 20 km², mentre que el territori dels mascles és molt més extens, cobrint una àrea mitjana de 80 km², no obstant això la grandària del territori depèn de les diferents poblacions del tigre, sent més grans els territoris pertanyents als tigres del sud-est de Rússia que els de qualsevol altra subespècie de tigre. Els tigres mascles poden permetre l'entrada de diverses femelles al seu territori, fins al punt de compartir una presa i fins i tot alimentar-se després que la femella (en el cas del lleó, passa exactament al contrari, perquè és el mascle dominant el primer a menjar); però no toleren l'entrada d'altres tigres mascles en el seu territori. A causa de la seva naturalesa agressiva, els conflictes territorials entre tigres són violents i poden acabar amb la mort d'un dels mascles; encara que aquest tipus de morts sovintegen menys del que es creu, atès que de la majoria de lluites territorials els mascles en surten gairebé il·lesos. Per a marcar el seu territori, el mascle ruixa els arbres amb orina o altres secrecions.

## Reproducció
Una femella és receptiva només per alguns dies i l'aparellament pot ocórrer diverses vegades durant aquest temps. La gestació té una durada aproximada de 103 dies i després de passar aquest període, la femella infanta d'1 a 6 criatures de menys d'1 quilogram de pes. Els mascles adults poden arribar a matar criatures per a fer a les femelles receptives. En fer vuit setmanes, les criatures estan llestes per a sortir del seu cau i seguir la seva mare. Els exemplars joves es tornen independents aproximadament als 18 mesos, però fins als dos anys o els dos anys i mig no se separen definitivament de la mare. Els tigres arriben a la maduresa sexual als 3 o 4 anys. Les tigresses joves generalment estableixen el seu territori molt a prop del de la seva mare, mentre que els mascles tendeixen a vagar a la recerca d'un territori, que adquireixen normalment mitjançant lluites amb el mascle amo del lloc. Les tigresses solen donar infantar un nombre similar de femelles i mascles durant tota la seva vida. Els tigres són ben criats en parcs zoològics o altres llocs de conservació i només als Estats Units la població de tigres en captivitat és tan gran com el nombre total de tigres en estat salvatge.

## Aspectes culturals
El tigre té gran importància a la cultura xinesa, on a part de ser el símbol d'un dels seus símbols del zodíac, és un ingredient de gran part de medicaments de la medicina tradicional i dels afrodisíacs. Simbolitza la reialesa, assumint el paper del lleó a Occident.
També existeixen tigres cèlebres a la ficció, com Shere Khan, l'antagonista d'El llibre de la selva; Tigger, el company de Winnie the Pooh; Tony, l'emblema dels cereals Frosties de Kelloggs; Hobbes, al còmic de Calvin i Hobbes o Hodori, mascota dels Jocs Olímpics de 1988. Tots aquests tigres estan antropomorfitzats, però també poden aparèixer com a personatges secundaris actuant com a tigres reals, com al llibre Història de Pi, de Yann Martel.